# The Empty Gun
The Empty Gun é um curta-metragem norte-americano de 1917, do gênero faroeste, dirigido por Joe De Grasse e estrelado por Lon Chaney.

## Elenco
- Franklyn Farnum como Robber
- Claire McDowell como Mary
- Lon Chaney como Frank
- Sam De Grasse como Jim